# 苏哈托纪念馆
苏哈托纪念馆也叫普尔纳巴克蒂帕提威博物馆是专门展示印尼前独裁总统苏哈托生平的历史博物馆，位于雅加达的美丽的印度尼西亚缩影公园。博物馆收藏并展示了大量苏哈托的藏品，主要是有价值的物品，包括艺术品和纪念品，这些都是他执政32年来从世界各国以及国内获取的。博物馆是一座现代建筑，其形状是爪哇传统的圆锥形米饭，象征着感恩。

## 历史
普尔纳巴克蒂帕提威博物馆是在苏哈托夫人的倡议下建立的，以表达对全能真主的感谢，并对印尼和国际社会对苏哈托的关注和支持表示高度赞赏。它是由普尔纳巴克蒂帕提威基金会在1987年至1992年间用了5年时间在19.73公顷的土地上建造的。1993年8月23日，苏哈托总统为博物馆揭幕。

## 他國類似建築
- 馬哈迪首相紀念館
- 建國先賢紀念園
- 汶萊蘇丹紀念館（英语：Royal Regalia Museum）
- 朴正熙總統紀念圖書館
- 馬可仕總統紀念館（英语：Ferdinand E. Marcos Presidential Center）
- 布爾吉巴紀念館（法语：Musée Habib-Bourguiba）
- 費薩爾國王基金會（英语：King Faisal Foundation）
- 阿聯酋國父紀念館（英语：The Founder's Memorial）